# Chapelle Saint-Joseph de Torremila
La chapelle Saint-Joseph de Torremila (en catalan : Sant Josep de Torremilà) est un édifice religieux situé à Perpignan, dans le département français des Pyrénées-Orientales, en région Occitanie.

## Description
La chapelle est située au bord de la route départementale 5 entre Saint-Estève et Peyrestortes, au nord-ouest de Perpignan, relativement éloignée du mas Torremila. Elle est composée d'une unique sans abside saillante, et est orientée vers le nord-est. Elle est construite en briques et cayrou, couverte de tuiles et surmontée d'un clocheton en briques. Sa façade principale au sud-ouest présente une porte d'entrée et une niche abritant une statue.